# Brokmerbrief

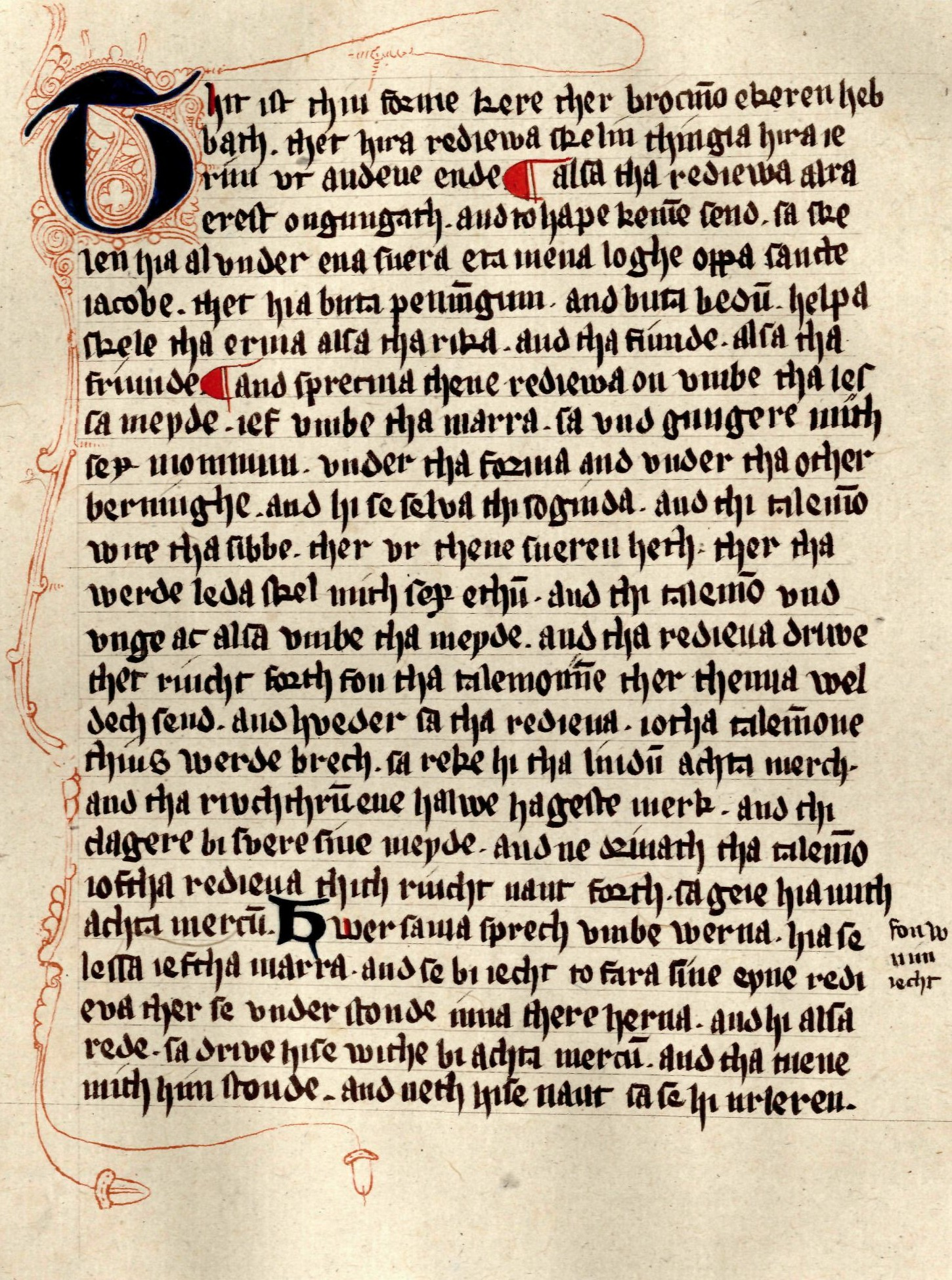
Brokmerbrief

Der Brokmerbrief, fälschlicherweise oft auch als Brookmerbrief bezeichnet, gilt als ausführlichste friesische Rechtsquelle.
Von den beiden erhaltenen Exemplare wurden das ältere nach 1276 und das jüngere 1345 auf Friesisch niedergeschrieben. Die beiden Exemplare sind keine Abschriften voneinander, sondern gehen auf ein noch älteres, nicht mehr erhaltenes Exemplar zurück, das die brocmanni, die Einwohner des ostfriesischen Brokmerlandes, einer seinerzeit noch jungen Landesgemeinde, im 13. Jahrhundert verfasst hatten.

## Entstehung und Inhalt
Siedler aus der Krummhörner Marsch sowie der Norder und Auricher Geest machten das westlich von Aurich gelegene Brokmerland bis zum Ende des 12. Jahrhunderts urbar.
Ab 1251 treten die Brokmänner als eigenständige Landesgemeinde, dem Brookmerland, auf. Dieses gliederte sich zunächst in drei Mittelbezirke mit jeweils zwei Hauptkirchen: Marienhafe und Engerhafe, Wiegsboldsbur und Burhafe (heute Einzelhöfe in der Victorburer-Marsch) sowie Bedekaspel und Südwolde (Blaukirchen). Ende des 13. Jahrhunderts oder zu Beginn des 14. Jahrhunderts verfassten die Brokmerländer den Brokmerbrief mit seinen 227 Artikeln (Fassung von 1345).
Heute ist er in zwei Handschriften überliefert, von denen die ältere auf die Zeit um 1300 und die jüngere (vom Schreiber selbst) auf 1345 datiert wird. Beide Versionen sind keine Abschriften voneinander, sondern gehen wohl auf eine gemeinsame Vorlage zurück. Die Version von 1345 enthält mehr Bestimmungen als die ältere Ausgabe, die ansonsten nur wenige Bestimmungen enthält, die nicht auch in der Version von 1345 auftauchen. An einigen Stellen variiert auch die Reihenfolge der Artikel.
Im Brokmerbrief ist geregelt, dass die politische und richterliche Gewalt in den Händen gewählter bäuerlicher Jahresbeamter, den sogenannten „Redjeven“ (Konsuln, Ratgebern) lag, welche wiederum ihrerseits in ihrer Macht durch den Brokmerbrief kontrolliert wurden. Bei Missbrauch ihrer Macht sollten Redjeven durch das Niederbrennen ihres Hauses bestraft werden.
Diese Redjeven kamen häufig aus reichen und mächtigen Familien und genossen hohes öffentliches Ansehen. Der Brokmerbrief sah aber prinzipiell eine Gleichheit der Bewohner vor. So war es im Prinzip möglich, dass Redjeven gewählt wurden, die gar kein Haus besaßen.
Nicht nur hier zeigt sich bei den Brokmannen ein deutlicher „Wille zur genossenschaftlichen Begründung der Landesgemeinde“. So war im Brokmerbrief auch ein Burgenbauverbot geregelt. Er sah darüber hinaus auch Bußen für Richter vor, die dieses Verbot nicht umsetzten.
Darüber hinaus beweist der Brokmerbrief, welch große Bedeutung die Brokmänner der Schrift im Rechtswesen beimaßen. So heißt es in Artikel 115: „Sa skel ma scriwa tuiia anda iera, vmbe sente Michel and vmbe sente Pederesdei, eta mena loge“ (= „so soll man zweimal im Jahr, an St. Michael und an St. Peterstag, schreiben auf der allgemeinen Versammlungsstätte“').
Auch der Umgang mit noch nicht aufgetretenen Rechtsfällen war im Brokmerbrief geregelt. So heißt es in Artikel 162: „Wenn ein Rechtsfall  vorkommt,  der  nicht im Brief  behandelt  wird, so sollen die Redjeven diesen durch Entscheidung  des Volkes erledigen, und danach  trage man den in den Brief ein...“.
Wie lange der Brokmerbrief geltendes Recht war, ist unklar. Die älteren Teile des Briefes kennen noch kein Häuptlingswesen. Allerdings baute sich Keno Hilmersna um die Mitte des 14. Jahrhunderts in Oldeborg eine Burg und nannte sich fortan Keno tom Brok.
Wohl durch das Aufkommen der tom Brok, spätestens aber mit dem Sieg der Cirksena  wurde dann das Emsiger Recht herrschend, auf das Edzard I. d. Gr. Anfang des 16. Jahrhunderts sein ostfriesisches Landrecht aufbaute.

## Bezeichnung
Der Brokmerbrief wird schon von seinen Verfassern als Brief bezeichnet. So heißt er liudabrêf (=Volksbrief) sowie in der lateinischen Schlussbemerkung des Exemplars von 1345 als littera brocmannorum bezeichnet.

## Aufbau
Der Brokmerbrief lässt sich grob in zwei Abschnitte aufteilen, die sich mit bestimmten Rechtsbereichen befassen. Diese Einteilung wird manchmal durch Einschübe anderer Regelungen durchbrochen. Der erste Teil geht etwa bis Artikel 34. In diesem Teil ist eine Art Redjevenverfassung niedergeschrieben. Den zweiten Teil bilden Regelungen zum Familienrecht, zum Marktfrieden, für den Umgang mit Gewalttaten, zum Schuldrecht sowie zum Boden- und Erbrecht.

## Einordnung
Die Brokmer Handschrift ist einzigartig in der altfriesischen Rechtsliteratur, weil es sich hier um ein Gesetzbuch im eigentlichen Sinne handelt und nicht, wie bei den anderen altfriesischen Handschriften, um eine Rechtskompilation. Die anderen Rechtshandschriften sind nichtsystematische Zusammenfassungen des für einen bestimmten Lebensbereich geltenden Rechts. Der Brokmerbrief ist dagegen eine ausführliche Kodifikation der Landes- und Gerichtsverfassung, ein einheitliches Gesetzeswerk mit einer systematischen Zusammenfassung der Rechtssätze für das Brokmerland. Heute existieren noch zwei Handschriften, eine in Oldenburg, Niedersächsisches Staatsarchiv, die zweite in Hannover, Niedersächsische Landesbibliothek.
Zur Bedeutung des Brokmerbriefs schreiben Wybren Jan Buma und der Rechtshistoriker Wilhelm Ebel: „Es gibt keine friesische Rechtsquelle, die so ausführlich von der Landes- und Gerichtsverfassung handelt wie der Brokmerbrief. Man sieht förmlich, wie hier nicht gewachsene, langsam gewordene Verhältnisse eine sozusagen zufällige Aufzeichnung erfahren, sondern eine bewußte Rechtsbildung, geradezu eine ‚Staatsschöpfung‘ am Werke ist. Es ist eben ein Kolonialland, das hier seine Verfassungsgestalt und die Ordnung seines Rechts- und Gerichtswesens erhält. Ein gewisser Rationalismus - soweit im 13. Jahrhundert davon die Rede sein kann - durchzieht das ganze Gesetzeswerk. Dergleichen finden wir im deutschen Mittelalter sonst nur in den Stadtrechten.“
Weiterhin heißt es: „So ist der Brokmerbrief (…) keine bloße Aufzeichnung alten Gewohnheitsrechts, sondern Gesetz im eigentlichen Sinne, gewillkürtes, vereinbartes, gemachtes Recht, dessen Geltung auf dem Beschluß des auf dem allgemeinen Versammlungsplatz (…) zusammengetretenen Volkes beruht“.